# 近藤宏子
近藤 宏子（こんどう ひろこ、1960年〈昭和35年〉1月29日 - ）は、日本の裁判官（第38期・女性）。

## 異動履歴
東京都出身。1983年（昭和58年）3月の慶應義塾大学法学部卒業後の1983年（昭和58年）4月に第38期司法修習生（司法修習地：東京）、1986年（昭和61年）4月11日に浦和地方裁判所判事補任官。その後の経歴は以下の通り。
- 1986年（昭和61年）4月11日 - 1988年（昭和63年）3月31日：浦和地裁判事補[3]
- 1988年（昭和63年）4月1日 - 1989年（平成元年）4月10日：札幌地方裁判所判事補・札幌家庭裁判所判事補[3]
- 1989年（平成元年）4月11日 - 1991年（平成3年）3月31日：札幌地家裁判事補・札幌簡易裁判所判事[3]
- 1991年（平成3年）4月1日 - 1995年（平成7年）3月31日：東京地方裁判所判事補・東京簡易裁判所判事[3]
- 1995年（平成7年）4月1日 - 1996年（平成8年）4月10日：那覇簡易裁判所判事・那覇地方裁判所判事補・那覇家庭裁判所判事補[3]
- 1996年（平成8年）4月11日 - 1998年（平成10年）3月31日：那覇地家裁判事・那覇簡裁判事[3]
- 1998年（平成10年）4月1日 - 2002年（平成14年）2月24日：東京地裁判事・東京簡裁判事[3]
- 2002年（平成14年）2月25日 - 2006年（平成19年）10月9日：司法研修所教官（東京地裁判事・東京簡裁判事）[3]
- 2006年（平成18年）10月10日 - 2007年（平成19年）3月31日：東京高等裁判所判事・東京簡裁判事[3]
- 2007年（平成19年）4月1日 - 2010年（平成22年）3月31日：名古屋地方裁判所（刑事第6部）部総括判事[5]・名古屋簡易裁判所判事[3]
- 2010年（平成22年）4月1日 - 2013年（平成25年）3月31日：東京地裁部総括判事・東京簡裁判事[3]
- 2013年（平成25年）4月1日 - 2014年（平成29年）11月28日：東京高裁判事[3]
- 2014年（平成29年）11月29日 - 2018年（平成30年）1月23日 - 横浜地方裁判所部総括判事・横浜簡易裁判所判事[3]
- 2018年（平成30年）1月24日 - 2020年（令和2年）1月30日[3]：静岡家庭裁判所所長・静岡簡易裁判所裁判官[2][3]
- 2020年（令和2年）1月31日 - 2023年 (令和5年) 8月23日：東京高裁部総括判事・東京簡裁判事[3]
- 2023年（令和5年）8月17日 - 現職：札幌高等裁判所長官

## 主な担当審理
- オウム真理教事件・岡﨑一明（教団元幹部）に対する第一審・東京地裁刑事第5部（判決宣告：1998年10月23日）にて陪席裁判官を務めた（裁判長：山室惠）。
  - 男性信者殺害事件・坂本堤弁護士一家殺害事件で起訴され、死刑を求刑された被告人・岡崎に求刑通り死刑判決を言い渡した[6]。岡崎は「坂本弁護士一家事件後に犯行を自白したことは自首の要件を満たし、量刑の減軽事由になる」と主張していたが、同地裁は「自首そのものは成立するが、動機は真摯な反省ではなく、教団に殺されることから身を守るため（自己保身）であり、量刑を軽減することは相当ではない」として、岡崎の主張を退けた[6]。
- 闇サイト殺人事件（2007年発生） - 名古屋地裁刑事第6部で開かれた第一審の審理（判決宣告：2009年3月18日）にて裁判長を務めた[5]。
  - 死刑を求刑された被告人3人のうち、犯行後に自首した被告人1人には無期懲役判決を、残る2人（堀慶末および「KT」）に対しては死刑判決をそれぞれ言い渡した[7]。名古屋地裁 (2009) は「被告人3人の刑事責任は同等で、計画性も高い。インターネットの闇サイトを悪用した本犯行は凶悪化・巧妙化しやすく危険。また匿名性が高いため発覚が困難で模倣性も高く、社会の安全に与える影響・一般予防の必要性も高い」と指摘した[7]。一方、自首した被告人1人については「自首しなければ捜査は相当難航したことも予想され、その場合は次の犯行が行われた可能性が否定できない」として死刑を回避した[7]。
  - 被告人3人はいずれも名古屋高裁に控訴したが[8]、死刑判決を受けた被告人のうちKTは後に自ら控訴を取り下げて死刑が確定、2015年に死刑を執行された。
  - 2011年4月12日に名古屋高裁（下山保男裁判長）は残る被告人2人に対し、いずれも無期懲役判決（堀は第一審判決を破棄）を言い渡した[9]。2人とも後に無期懲役が確定したが[8]、近藤が死刑判決を言い渡した堀は後に碧南市パチンコ店長夫婦殺害事件（1998年発生）で逮捕・起訴され、同事件の刑事裁判で2019年に最高裁判所にて死刑が確定した[10]。
- 川崎市中1男子生徒殺害事件（2015年発生）
  - 横浜地裁（裁判員裁判）の裁判長として同事件を担当。殺人罪などで起訴された被告人3人（いずれも犯行当時少年）に対し、最大で懲役9年 - 13年の不定期刑（求刑：懲役10年 - 15年の不定期刑）判決を言い渡した[11][12][13][14]。
- 群馬県前橋市における女子高生2人死傷事故（2018年1月9日発生）[15] - 控訴審判決公判[15]（東京高裁第8刑事部[16]／判決宣告：2020年11月25日）にて裁判長を務めた[15]。自動車運転処罰法違反（過失致死傷）の罪に問われた被告人（控訴審判決当時88歳）[注 1]に対し、「事故の発生を予見できなかった」として無罪を言い渡した第一審判決を破棄自判し、逆転有罪（禁錮3年）を言い渡した[15]。